# Aulacophora loochooensis
Aulacophora loochooensis is een keversoort uit de familie bladkevers (Chrysomelidae). De wetenschappelijke naam van de soort werd in 1957 gepubliceerd door Chujo.